# 岡田棣
岡田 棣（おかだ なろう、天保6年12月21日（1836年2月7日） - 明治30年（1897年）8月17日）は幕末期における加賀藩前田家の家臣である。幕末において藩の軍艦頭取を務め明治初年に参政に登用され参事・大参事を務めた。その後幕府の命によりアメリカ・ヨーロッパを視察した。帰国後前田家の家扶を務め晩年にかけて将棋に関する書籍を収集。没後、将棋に関する蔵書を遺言により帝国図書館、現在の国立国会図書館へ寄贈した。

## 誕生から安政時代
天保6年（1835年）12月21日に金沢で生まれる。小松馬廻番頭兼小松町奉行の父、岡田正之と小幡藩士の娘の母との長子として誕生。初名は正忠、通称を雄次郎としたが後にこれを廃して名を棣（なろう）と改めた。弘化4年（1847年）10月に父が死去し、翌嘉永元年（1848年）14歳で家を継いだ。同3年（1850年）馬廻組に入り翌年大小姓となる。安政元年（1854年）、20歳の時にマシュー・ペリーが相模湾に再来、幕命により加賀藩士らと芝増上寺を警護する。安政3年（1856年）4月から安政5年（1858年）8月まで高岡町奉行を務める。

## 軍艦奉行時代
文久2年（1862年）末に幕府軍艦操練所への入学を許可されるが、翌年の藩主前田斉泰上洛に従う為、軍艦操練所への入学は取りやめる。文久3年（1863年）、加賀藩に洋式兵学校の壮猶館ができることになり入学を果たし、雄次郎（棣）は航海学生となり測量・算術・造船・蒸気機関・船具運用を学んだ。この年、藩は英国から軍艦発起丸を購入した。
元治元年（1864年）、禁門の変に際し朝廷は幕府に長州征伐の勅命を下した。将軍徳川家茂の上洛に際し、発起丸は幕府に借上げられて将軍徳川家茂の上洛航海に供奉され、軍艦棟取として雄次郎（棣）・安井和介（顕比）、測量方に沢田直温（覚之助）らが乗り組んだ。同年10月から元治2年（1865年）正月まで征長の為、福井藩に初機丸を貸与。翌月松平茂昭を豊前鵜浦に送り、同年12月4日に加賀藩総大将・長連恭が大坂から安芸まで乗船。慶応元年（1865年）には征長の為、加賀藩兵を乗せて大坂まで回航した。元治元年（1864年）の将軍上洛から慶応元年（1865年）の長州出兵まで軍艦棟取を務め、慶応元年（1865年）2月には軍艦奉行となる。
同年5月には横目（目付）に、9月に先手物頭と盗賊改方を兼務した。慶応3年（1867年）12月に軍務に関する機関である内用に参興し翌年慶応4年（1868年）正月、鳥羽・伏見の戦いが始まり藩は幕府援軍として村井長在（又兵衛）を出陣させることになりこれに従軍した。

## 明治維新から廃藩置県まで
慶応4年（1868年）4月、内命により京都に赴き京都藩邸にて執政局議事として情報収集に努める。刑法官権判事に任ぜられ江戸府権判事を兼務する。
7月に東下し鎮台府弁事になる。9月には天皇東幸御用掛となるが10月に鎮台府の廃止に伴い免官帰藩する。12月27日に参政（藩論を代表する公議人・貢士）に登用された。明治2年（1869年）には参政として東京に赴き5月に公議人に任命後、6月職制改革により参政を辞める。9月に藩治職制を改革し大参事になり東京で藩邸駐在となる。11月から翌年正月まで藩知事・前田慶寧の家扶を務める。

## 海外視察
維新後新政府は全国の主要な15大藩に対し各藩2名ずつ参政または執政職にある者を選び海外視察を命ずる太政官通達を出す。この明治政府第一回の欧米視察は6ヶ月後に派遣された岩倉使節団の影に隠れ一般的にはあまり知られていない。明治4年（1871年）3月19日、金沢藩では棣と吉井立吉と北川由巳（克由）が派遣される。同年11月12日の岩倉使節団に先立つ4月4日に横浜を出帆、アメリカ、イギリス、フランス、スイス、イタリア、オーストリア、プロイセン、トルコ、エジプト、香港、上海、長崎を経て明治5年（1872年）2月5日に東京に着く。
- 各藩の海外視察者
  - 金沢藩士 - 岡田棣（雄次郎）、吉井立吉、北川由巳
  - 岡山藩大参事・香川忠武、岡山藩大属・津田弘道
  - 鳥取藩大参事・池田徳潤、鳥取藩士・原六郎
  - 徳島藩権小参事・山本正巳、徳島藩士・星合常恕
  - 山口藩大属・藤井清典、名古屋藩権大属・丹羽維孝など　
  - 高知藩権大参事・片岡健吉（益光）、高知藩権小参事・伴正順
  - 静岡藩士族・相原安次郎、江原素六
  - 佐賀藩士族・馬渡俊見、山中成典

## その後
明治9年（1876年）10月家扶として前田家に仕える。明治15年（1882年）病の為辞職。将棋に熱中し将棋に関する本を収集、三百種にも及び遺言により逸散しないように帝国図書館へ寄贈された。明治25年（1892年）前田公の委嘱により「維新前後に関係する者を検索蒐集するの事」に従事する。
明治30年（1897年）癌の為死去。墓所は前田家の江戸における菩提寺の、本郷区駒込蓬莱町（現在の文京区向丘）の長元寺。
長男は丈太郎、次女の三子は櫻井錠二（理学博士）に嫁ぎ、三女の貞子は池田菊苗（理学博士）に嫁ぐ。長男の岡田丈太郎は明治2年（1869年）に加賀藩の清水誠とフランス人技師のレオンス・ヴェルニーに同行しフランスへ渡る。

## 参考資料
- 陸義猶『乾州岡田君行状』 NDLJP:900077
- 徳田寿秋『前田慶寧と幕末維新』
- 徳田寿秋『海を渡ったサムライたち　加賀藩海外渡航者群像』
- 加賀乙彦『加賀の賢者第一回 岡田棣』
- 国立国会図書館所蔵 全詰将棋書リスト